# ذكاء عاطفي

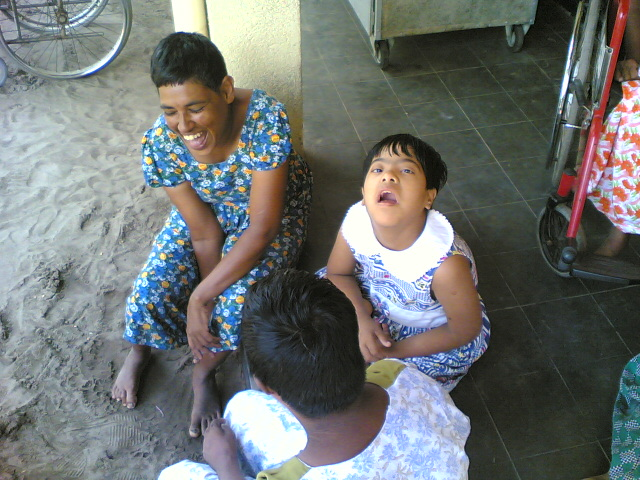

يعرف الذكاء العاطفي (إيه آي بالانحليزية EI ) غالبًا على أنه القدرة على إدراك، واستخدام، وفهم، وإدارة، وتحليل، والتعامل مع العواطف. يمكن للأشخاص ذوي الذكاء العاطفي العالي التعرف على مشاعرهم ومشاعر الآخرين، واستخدام المعلومات العاطفية لتوجيه التفكير والسلوك، والتمييز بين المشاعر المختلفة وتوصيفها بشكل مناسب، وتعديل العواطف للتكيف مع البيئات. ظهر المصطلح لأول مرة في عام 1964، لكنه اكتسب شهرة في الكتاب الأكثر مبيعًا في عام 1995، الذكاء العاطفي، الذي كتبه صحفي العلوم دانيال غولمان. عرّف غولمان الذكاء العاطفي بأنه مجموعة من المهارات والخصائص التي تحرك أداء القيادة.
طورت نماذج مختلفة لقياس الذكاء العاطفي. يركز نموذج السمات، الذي طوره كونستانتينوس فّ. بيتريدس في عام 2001، على الإبلاغ الذاتي عن التصرفات السلوكية والقدرات الإدراكية. يركز نموذج القدرة، الذي طوره بيتر سالوفي وجون ماير في عام 2004، على قدرة الفرد على معالجة المعلومات العاطفية واستخدامها لاستكشاف البيئة الاجتماعية. يمكن اعتبار نموذج غولمان الأصلي الآن نموذجًا مختلطًا يجمع ما صمم منذ ذلك الحين بشكل منفصل باعتباره نموذج قدرة ونموذج سمات للذكاء العاطفي. ركزت الأبحاث الحديثة على التعرف على المشاعر، التي تشير إلى تحديد الحالات العاطفية بناءً على ملاحظات الإشارات البصرية والسمعية غير اللفظية. بالإضافة إلى ذلك، سعت الدراسات العصبية إلى توصيف الآليات العصبية للذكاء العاطفي.
أظهرت الدراسات أن الأشخاص ذوي الذكاء العاطفي العالي يتمتعون بصحة عقلية وأداء وظيفي ومهارات قيادية أكبر، رغم عدم ظهور أي علاقات سببية. يرتبط الذكاء العاطفي عادةً بالتعاطف لأنه ينطوي على ربط الفرد تجاربه الشخصية مع تجارب الآخرين. أصبحت أساليب تطوير الذكاء العاطفي، منذ تعميمها في العقود الأخيرة، مطلوبة على نطاق واسع من قبل الأفراد الذين يسعون إلى أن يصبحوا قادة أكثر فاعلية.
تركزت الانتقادات على ما إذا كان الذكاء العاطفي ذكاءً حقيقيًا، وما إذا كان يتمتع بصلاحية إضافية على نسبة الذكاء وعناصر الشخصية الخمس الكبرى. ولكن، وجدت التحليلات التحويلية أن بعض مقاييس الذكاء العاطفي لها بعض الصلاحية حتى عند التحكم في نسبة الذكاء والشخصية.

## التاريخ
أقدم الأصول عن الذكاء العاطفي يمكن إرجاعه إلى تشارلز داروين وقد عمل على أهمية التعبير العاطفي من أجل البقاء، وثانيا، تطبيقاته.
في عام 1900، رغم أن التعاريف التقليدية للذكاء أكدت الجوانب المعرفية مثل الذاكرة وحل المشكلة، العديد من الباحثين في مجال الدراسة المؤثرة على الذكاء بدأو بالتعرف على أهمية الجوانب غير المعرفية.
على سبيل المثال، في وقت مبكر من عام 1920، E.L. ثورندايك استخدم مصطلح الذكاء الاجتماعي لوصف مهارة فهم وإدارة الآخرين. وبالمثل، في عام 1940 ديفيد كسلر وصف القيادية من العوامل غير الفكرية بشأن السلوك الذكي، وجادل في أن بالإضافة إلى هذا لن يكون كاملا حتى نموذجنا للذكاء يمكننا وصف العوامل بصورة كافية. عام 1983، هاورد جاردنر إطر العقل: في نظرية الذكاء المتعدد

## تعريف
وتُصَنَّف الذكاءات العاطفية في مجموعات، لكنها تختلف من مصنف إلى آخر مع وجود نزعة إلى البحث عن وجود عواطف أساسية، تكون قاعدة لتصنيف موحد.
1. نموذج القدرة
2. نموذج مختلط (تندرج عادة تحت EI متقاطعة)[18][19]
3. نموذج متقاطع

عواطف أساسية على شاكلة الظاهرة الفزيائية للضوء : أخضر أحمر أزرق.
و تصبح في هذا الإطار باقي العواطف المتنوعة عبارة عن تأليفات من العواطف الأساسية.
فالذكاء العاطفي يشمل الذكاء الاجتماعي وذكاءات أخرى، ويختلف مستوى كل ذكاء من شخص إلى آخر.
و يقولون أنه يوجد العامل الوراثي للذكاء العاطفي وهو ما يسمونه = le temperament المزاجية، لكن بعكس الذكاء العقلاني الذي لا يتزحزح ويلاصق الشخص طوال عمره (قياسه هو le quotient intellectuel = QI)، فهو (الذكاء العاطفي) يمكن أن يتحسن ويتطور بحسب كل شخص وبحسب كل بيئة.
لنقرب فكرة الذكاء العاطفي يمكن أن نطرح مفهوم الحكمة الإنسانية "All learning has an emotional Base" ، أي عملية تعلم تبنى على أساس عاطفي" قال سقراط... ولكن بالنسبة للحكمة الإنسانية، فالمعظم يعتبرها من العلوم الإنسانية ولم ترتبط من قبل بمصطلح الذكاء. إلا أن فشل مقاييس الذكاء العقلاني (الذكاء المعرفي) أو ما عرف بـ QI وحده في الكثير من الدراسات السلوكية والنفسية والمختصة بالقدرات الإبداعية والصحة النفسية أثبتت وجود قدرات إنسانية فكرية وعاطفية مهمة جدا للنجاح في الحياة العملية وبناء العلاقات الإنسانية الصحية.
ويبقى أن تتبنى المدارس مفهوم الذكاء العاطفي، بغرض تطوير قدرات الطالب العاطفية والتي تُهمل خلال مراحل التدريس المدرسي. فمن هنا تتأسس مشاكل العنف، السلبية، العناد، الشغب، التخريب أو اللامبالاة، قلة الثقة بالنفس وقلة الرادع الضميري أو الديني بل أيضا الإدمان. ذلك لأن الذكاء الذي يعرفه العامة لا يغطي مساحات القدرات العاطفية التي تفسر الحاجات الأساسية للنفس البشرية. ويبقى الاجتهاد الشخصي أو تدخل الأهل هو المفعل الأساسي لتطوير قدرات الذكاء العاطفي.
تمثل قدرات الذكاء العاطفي أكثر من 85% من الأشياء التي تميز بين المديرين اللامعين والمديرين المتوسطين" أي أن المهارات التقنية لا تكفي من دون المهارات العاطفية التي يمكن أن تختصر في :
1-معرفة كيف تشعر أنت والأخرون وكيفية التصرف حيال هذا الأمر.
2-معرفة ما يجعلك تشعر بأنك بحالة جيدة، وما يجعلك تشعر أنك بحالة سيئة، وكيف تحول السيئ إلى الجيد.
3-امتلاك الوعي العاطفي، والحساسية والمهارات التي تساعدك في أن تبقى إيجابي وتزيد من سعادتك ورفاهيتك إلى الحد الأقصى على المدى الطويل.

## نموذج القدرة
يسعى مفهوم سالوفي وماير للذكاء العاطفي إلى تعريف الذكاء العاطفي ضمن حدود المعايير القياسية لذكاء جديد. بعد بحثهم المستمر، نقحا تعريفهما الأولي للذكاء العاطفي ليصبح «القدرة على إدراك العاطفة، ودمج المشاعر لتسهيل التفكير، وفهم العواطف وتنظيم العواطف لتعزيز النمو الشخصي». ولكن، بعد إجراء المزيد من الأبحاث، تطور تعريفهم للذكاء العاطفي إلى «القدرة على التفكير في العواطف، وتبعًا للعواطف، لتعزيز التفكير. ويشمل ذلك القدرة على إدراك العواطف بدقة، للوصول إلى المشاعر وتوليدها للمساعدة في التفكير، ولفهم العواطف والمعرفة العاطفية، ولتنظيم المشاعر بشكل انعكاسي لتعزيز النمو العاطفي والفكري».
يعتبر النموذج القائم على القدرة العواطف مصادر مفيدة للمعلومات تساعد الفرد على فهم البيئة الاجتماعية واستكشافها. يقترح النموذج أن الأفراد يختلفون في قدرتهم على معالجة المعلومات ذات الطبيعة العاطفية وفي قدرتهم على ربط المعالجة العاطفية بإدراك أوسع. يُنظر إلى هذه القدرة على أنها تتجلى في بعض السلوكيات التكيفية. يزعم النموذج أن الذكاء العاطفي يتضمن أربعة أنواع من القدرات:
1. إدراك العواطف -القدرة على اكتشاف وفك رموز المشاعر في الوجوه، والصور، والأصوات، والتحف الثقافية- بما في ذلك القدرة على تحديد مشاعر المرء. يمثل إدراك المشاعر جانبًا أساسيًا من الذكاء العاطفي، لأنه يجعل جميع عمليات المعالجة الأخرى للمعلومات العاطفية ممكنة.
2. استخدام العواطف -القدرة على تسخير المشاعر لتسهيل الأنشطة المعرفية المختلفة، مثل التفكير وحل المشكلات. يمكن للشخص الذكي عاطفيًا الاستفادة تمامًا من الحالة المزاجية المتغيرة لتلائم المهمة التي يقوم بها.
3. فهم العواطف -القدرة على فهم لغة المشاعر وتقدير العلاقات المعقدة بين المشاعر. يشمل فهم المشاعر مثلًا القدرة على أن تكون حساسًا للاختلافات الطفيفة بين المشاعر، والقدرة على التعرف على كيفية تطور المشاعر مع مرور الوقت ووصفها.
4. إدارة العواطف -القدرة على تنظيم العواطف في أنفسنا والآخرين. أي، يمكن للشخص الذكي عاطفيًا أن يستغل المشاعر، حتى السلبية منها، ويديرها لتحقيق الأهداف المرجوة.[24][25]

## النموذج المختلط
يركز النموذج الذي قدمه دانيال غولمان على الذكاء العاطفي كمجموعة واسعة من الكفاءات والمهارات التي تقود الأداء القيادي. يوضح نموذج غولمان خمسة تركيبات رئيسية للذكاء العاطفي (لمزيد من التفاصيل، راجع «ما الذي يجعلك قائدًا» بقلم دانيال غولمان، أفضل مقال في مجلة هارفارد بزنس ريفيو لعام 1998):
1. الإدراك الذاتي -القدرة على معرفة مشاعر الفرد، ونقاط القوة والضعف، والدوافع، والقيم والأهداف والتعرف على تأثيرها على الآخرين عند استخدام المشاعر الغريزية لتوجيه القرارات.
2. التنظيم الذاتي -يتضمن التحكم أو إعادة توجيه العواطف والاندفاعات التخريبية والتكيف مع الظروف المتغيرة.
3. المهارة الاجتماعية -إدارة العلاقات للانسجام مع الآخرين
4. التعاطف -مراعاة مشاعر الآخرين خاصةً عند اتخاذ القرارات
5. الدافع -إدراك ما يحفزهم.

يشمل غولمان مجموعة من الكفاءات العاطفية داخل كل بنية من الذكاء العاطفي. لا تعد الكفاءات العاطفية مواهب فطرية، بل قدرات مكتسبة يجب العمل عليها وتطويرها لتحقيق الأداء المتميز. يفترض غولمان أن الأفراد يولدون بذكاء عاطفي عام يحدد قدرتهم على تعلم الكفاءات العاطفية. انتقد نموذج غولمان للذكاء العاطفي في المؤلفات البحثية باعتباره مجرد «علم نفس رائج».

## نموذج السمات
اقترح كونستانتينوس فّ. بيتريدس (ك. فّ. بيتريدس) تمييزًا مفاهيميًا بين النموذج القائم على القدرة والنموذج القائم على السمات للذكاء العاطفي، طور الأخير على مدى سنوات عديدة في العديد من المنشورات. تعرف سمات الذكاء العاطفي بأنها «مجموعة من التصورات الذاتية العاطفية الموجودة في مستويات الشخصية الدنيا.» تشير سمة الذكاء العاطفي، بتعبير غير متخصص، إلى تصورات الفرد الذاتية لقدراته العاطفية. يشمل تعريف الذكاء العاطفي هذا التصرفات السلوكية وقدرات الإدراك الذاتي ويقاس عن طريق الإبلاغ الذاتي، على عكس النموذج القائم على القدرة الذي يشير إلى القدرات الفعلية، والتي أثبتت صعوبة قياسها علميًا. يجب التحقيق في سمات الذكاء العاطفي في إطار الشخصية. توجد تسمية بديلة لنفس البنية هي سمة النجاعة الذاتية العاطفية.
يعد نموذج سمات الذكاء العاطفي عامًا ويستوعب نموذج غولمان السابق مناقشته أعلاه. يؤدي وضع تصور للذكاء العاطفي كسمة شخصية إلى بنية خارج تصنيف القدرة الإدراكية البشرية. يعد هذا تمييزًا مهمًا بقدر ما يؤثر مباشرةً على تطبيق البنية والنظريات والفرضيات المصاغة حوله.

## التأثيرات العامة
وجدت مراجعة نُشرت في المجلة السنوية لعلم النفس (آنيوال ريفيو اوف فيلوسوفي) في عام 2008 أن الذكاء العاطفي العالي يرتبط ارتباطًا إيجابيًا بما يلي:
1. علاقات اجتماعية أفضل للأطفال -يرتبط الذكاء العاطفي، بين الأطفال والمراهقين، إيجابيًا بالتفاعلات الاجتماعية والعلاقات الجيدة ويرتبط سلبيًا بالانحراف عن الأعراف الاجتماعية والسلوك المعادي للمجتمع المقاس داخل المدرسة وخارجها كما أفاد الأطفال أنفسهم وأسرهم أعضاء وكذلك معلميهم.
2. علاقات اجتماعية أفضل للبالغين -يرتبط الذكاء العاطفي العالي بين البالغين بإدراك ذاتي أفضل للقدرة الاجتماعية، وعلاقات شخصية أكثر نجاحًا، وعدوان ومشاكل أقل بين الأشخاص.
3. ينظر إلى الأفراد الأكثر ذكاءً عاطفيًا بشكل أكثر إيجابية -يرى الأفراد أن الأشخاص الذين يتمتعون بذكاء عاطفي مرتفع يكونون أكثر لطفًا ومهارة اجتماعية وتعاطف.
4. تحصيل أكاديمي أفضل -يرتبط الذكاء العاطفي بتحصيل أفضل في الأكاديميات كما أفاد المعلمون، ولكن لا يرتبط بتحقيق درجات مرتفعة لعامل نسبة الذكاء.[32]
5. ديناميكيات اجتماعية أفضل في العمل بالإضافة إلى قدرة تفاوضية أفضل.
6. رفاهية أفضل -يرتبط الذكاء العاطفي ارتباطًا إيجابيًا بزيادة الرضا عن الحياة واحترام الذات وانخفاض مستويات انعدام الأمن أو الاكتئاب. ويرتبط ارتباطًا سلبيًا بخيارات وسلوك الصحة السيئة.

## الذكاء العاطفي ونجاح الحياة الزوجية
الذكاء العاطفي لا يقتصر على المستوى المهني أو الاجتماعي فحسب، بل يشمل بشكل أساسي كيفية استخدام العواطف بذكاء في العلاقة بين الشريكين ان كان قبل أو بعد الزواج. لقد أثبتت الدراسات بأن الأزواج السعداء ليسوا أذكى أو أغنى أو أكثر ثقافة من الأزواج التعساء، وليسوا بالطبع متخصصين في علم النفس أو فن التواصل أو في تقنيات المفاوضات، بل هم يتجادلون ويختلفون مثل بقية الأزواج. إن ما يميز هؤلاء الشركاء هو امتلاكهم لذكاء عاطفي متقدم عن الآخرين يجعلهم قادرين على بلورة دينامكية علائقية بعدم السماح للمشاعر السلبية بأن تطغى أو تسيطر على العلاقة، مما يجعلهم يجدون دائما اللذة والحافز للبقاء سويا.
أن نطلب أي أن لا نتردد في التعبير عن رغباتنا وحاجاتنا أمام الشريك
أن نعطي أي أن نشارك الآخر بأروع ما لدينا من مشاعر وأفكار وأعمال إيجابية، ومنها أبسط الأشياء كالابتسامة الصادقة أو إطراء جميل يشعر الآخر كم هو محبوب ومرغوب ومميز في نظرنا، أن نعطي العلاقة ما تستحق من انتباه وعناية مستمرة في أوقات الفرح والمحنة أيضا، أن نتذكر دائما المناسبات الحميمة.

## الذكاء العاطفي لدى الأطفال
الذكاء العاطفي «The emotional intelligence» و الذي يشمل ضبط النفس والحماس والمثابرة والقدرة على تحفيز النفس. و هذا المهارات يمكن تعليمها لأطفالنا لنوفر لهم فرصا أفضل، أيا كانت ملكاتهم الذهنية.
سنكون قد وصلنا إلى نهاية الرحلة، إذا فهمنا معنى وكيفية ربط الذكاء بالعاطفة.

## اقرأ أيضًا
- ذكاء اجتماعي
- تشاعر
- تعقل نفسي
- مهارات شخصية
- علم النفس الإيجابي
- انفعال جماعي
- عواطف وثقافة
- أمان عاطفي
- الفتور العاطفي (بين الزوجين)
- ابتزاز عاطفي
- رنين حوفي
- تناغم حوفي
- إشباع عاطفي (بين الزوجين)